# Csízió

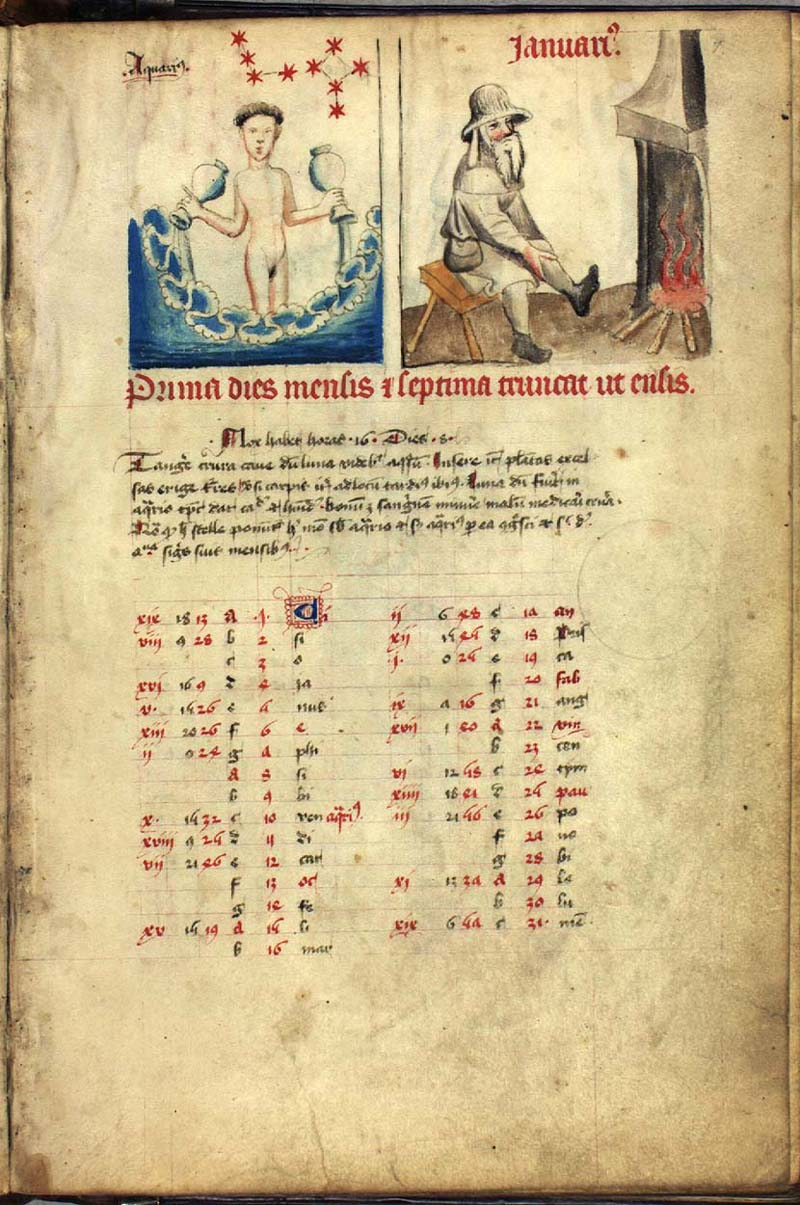
"Január" a Cisiojanus des Speculum humanae salvationis (Német kézirat kb. 1430. Koppenhága, Det Kongelige Bibliotek; GKS 79 2)

A csízió eredetileg 24 verssorból álló öröknaptár. Egy hónaphoz két sor tartozott. A versek latinul, általában erősen rövidített formában az egyházi ünnepeket és a fontosabb szentek ünnepét, vagyis a névnapokat jelezték.  Mindegy egyes szótag egy napnak felelt meg a versben.
A 16. századtól csillagászati, egészségügyi, állattartási ismereteket tartalmazó népszerű tudományos művekhez, kalendáriumokhoz fűzték hozzá, majd az eredeti vers el is tűnt és a csízió szó a kalendáriumnak lett szinonimája.

## A név eredete
A vers első két szava Cisio Janus. A "Cisio" a 'Circumcisio Domini' vagyis az 'Úr körülmetélése' ünnepének rövidítése, míg a 'Janus' a Januarius (= január) rövidítése, öt betüje a hónap első öt napját jelentette az Újévet is beleértve. A magyar Csízió név a Cisio olasz kiejtési alakjának felel meg. Más országokban 'Cisio Janus' az öröknaptár neve.

## Története
Az első csíziók Nyugat-Európában 1200 táján keletkeztek. A latin Cisio Janust a középkorban magyarra is lefordították, a versek formája az eredeti hexaméter-disztichonról a magyarban páros rímű nyolcasra változott. A 15. század utolsó negyedéből származik a legrégebbi magyar nyelvű csízió. 16. századi csízió maradt fenn a Peer-kódexben és Székely István magyar kalendáriumában is. A magyar nyelvű könyvnyomtatás megindulása után különböző kalendáriumok részévé vált. Egy további magyar nyelvű csíziót 1592-ben Heltai Gáspár nyomdájában nyomták. Ez a könyvecske hasonló német művek fordításán alapult. A csízióba szerkesztették Regiomontanus 'Temporal' című csillagászati könyvének szövegét is.
Az ilyen módon kalendáriummá alakult csízió igen sok kiadást ért meg, egészen a 20. századig a legtöbb írástudó ember könyvespolcán megtalálható volt. Becslések szerint négy évszázadon keresztül elterjedtségében a bibliával vetekedett. A csízió magyar szövege az 1650-ben készült lőcsei kiadványban rögzült. A korai csíziók hangsúlyozottan öröknaptárként készültek, csak 1797-től jelentek meg konkrét évszámmal. Híres csízió sorozatot adott ki a pesti Landerer nyomda 1833-ig, utána a Bagó család vette át a stafétabotot, akik a 20. század elejéig rendszeresen megjelentették a füzetet.

## Tartalma
Hagyományosan a naptárral kezdődik a könyvecske, itt az egyházi ünnepeket és a szentek napját sorolja fel. Ezután rövid csillagászati összefoglaló következik, megadja a Naprendszer adatait, a bolygók a Nap és a Hold méreteit és távolságait, majd felsorolja a zodiákus egyes csillagképeit és a hagyományosan hozzájuk fűzött asztrológiai tudnivalókat, de gyakorlati tanácsokat is ad például arról, hogyan lehet hozzávetőlegesen meghatározni az időt tenyerünkből és egy fűszálból hevenyészett napóra segítségével. Ezután egészségügyi és életviteli tanácsok következnek, majd az időjárásról, különleges égi jelenségekről (nap- és holdfogyatkozásról, villámlásról, üstökösökről, hullócsillagokról, szivárványról ír.
A lovak és egyéb háziállatok betegségeivel és gyógyításával foglalkozó hosszú rész fejezi be a népkönyvet.
Végiglapozva egy 18. századbeli csíziót megállapítható, hogy tartalma lényegében ma is elfogadható tudományos ismereteken alapul, bizonyára komoly szerepet játszott az általános műveltség emelésében az évszázadok folyamán.

## A latin nyelvű Cisiojanus
| A Cisiojanus szövege                                                                                           | |

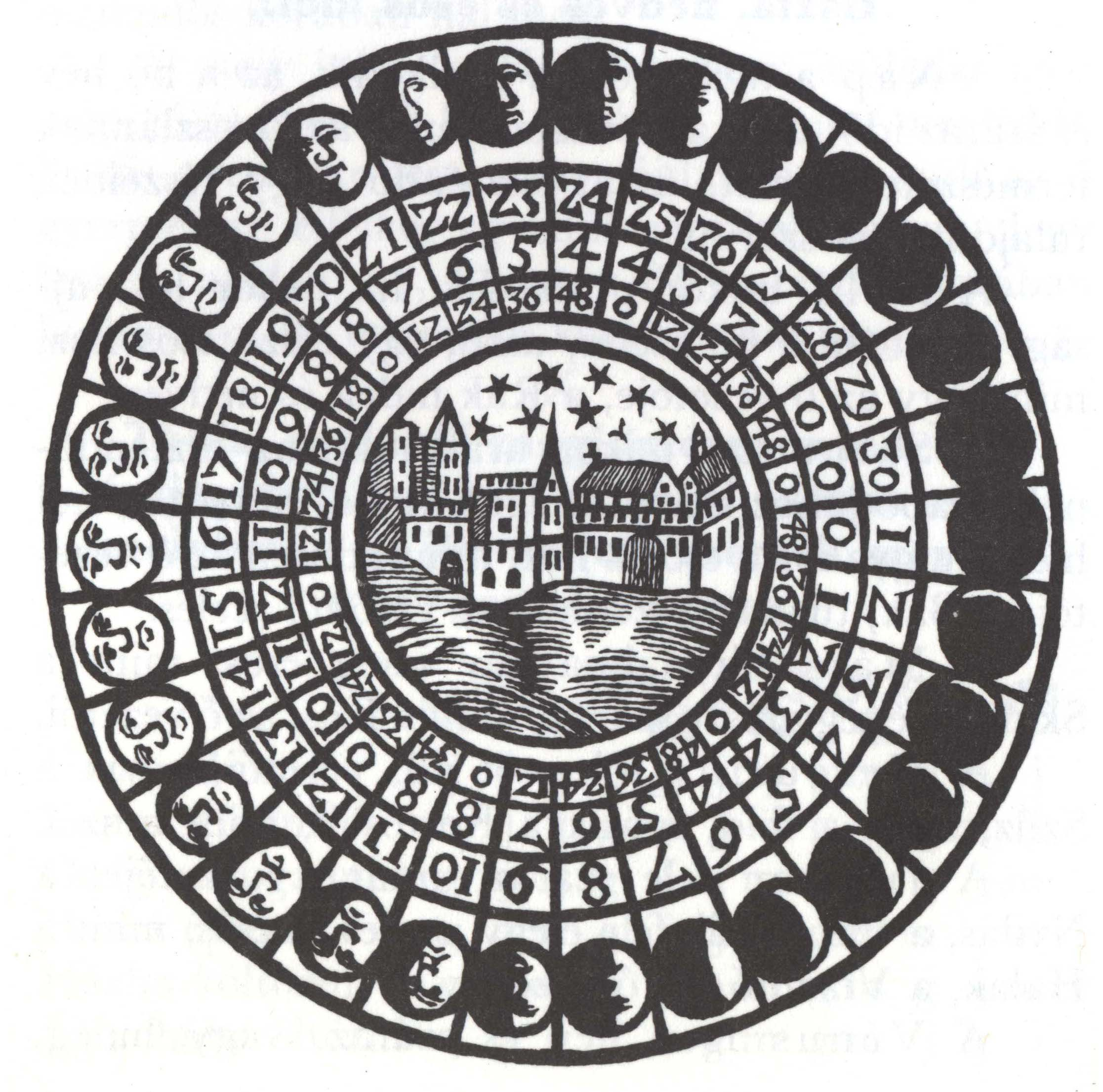
A Holdfázisok öröknaptára. Kívülről befelé:
- a Hold képe az égbolton,
- a napok száma újholdtól számítva,
- órák száma,
- percek száma, amíg a Hold látható

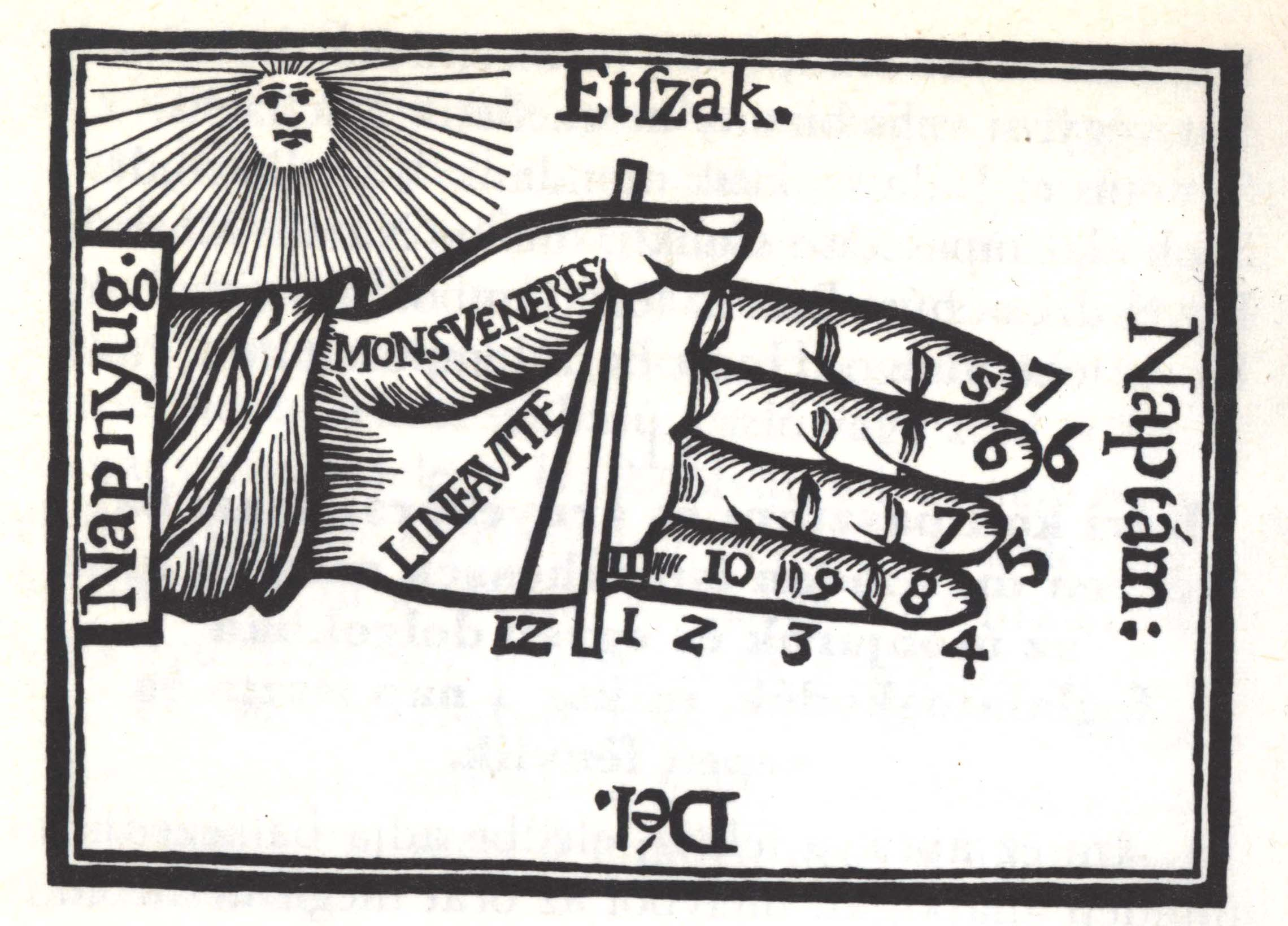
Tenyerünkből és egy fűszálból hevenyészett napóra képe a Landerer csíziókból

| Január cisio janus epi ¦ sibi vendicat oc feli mar an prisca fab ag vincen ¦ ti pau po nobile lumen            | Július jul proces udal oc vil ¦ kili fra bene margar apost al arnolfus prax mag ¦ ap christ jacobique sim abdon       |
| Február bri pur blasus ag dor ¦ febru ap scolastica valent juli conjunge ¦ tunc petrum matthiam inde           | Augusztus pe steph steph protho six ¦ don cyr ro lau tibur hip eus sumptio agapiti ¦ timo bartholo ruf aug coll aucti |
| Március martius adria per ¦ decoratur gregorio cyr gertrud alba bene ¦ juncta maria genetrice                  | Szeptember egidium sep habet ¦ nat gorgon protique crux nic eu lampertique mat ¦ mauricius et da ven mich jer         |
| Április april in ambrosii ¦ festis ovat atque tiburci et valer ¦ sanctique geor ¦ marcique vitalis             | Október remique franciscus ¦ marcus di ger arteque calix galle lucas vel und se ¦ seve crispine simonis quin.         |
| Május philip crux flor got ¦ johan latin epi ne ser et soph majus in hac serie ¦ tenet urban ín pede cris canb | November omne novembre leo ¦ qua theo martin bricciique post haec elisa ¦ ce cle crys katharina sat an                |
| Június nic marcelle boni ¦ dat jun primi ba cyrini vitique mar prothas al ¦ sancti johan jo dor le pe pau      | December december barba ¦ nico concep et alma lucia sanctus abinde thomas ¦ modo nat steph jo pu thomae sil           |